# Remigia alterna
Remigia alterna är en fjärilsart som beskrevs av Walker 1858. Remigia alterna ingår i släktet Remigia och familjen nattflyn. Inga underarter finns listade.